# Saint-Aubin-le-Dépeint
Saint-Aubin-le-Dépeint település Franciaországban, Indre-et-Loire megyében. Lakosainak száma 351 fő (2022. január 1.). Saint-Aubin-le-Dépeint Saint-Christophe-sur-le-Nais, Saint-Paterne-Racan, Chenu, Nogent-sur-Loir és Saint-Pierre-de-Chevillé községekkel határos.

## Népesség
A település népessége az elmúlt években az alábbi módon változott:
| Lakosok száma | 428  | 376  | 351  | 351  | 312  | 305  | 315  | 338  | 341  | 351  |
|               | 1968 | 1982 | 1990 | 2006 | 2013 | 2015 | 2017 | 2019 | 2020 | 2022 |